# Riviera Express
Riviera Express è il nome di una relazione ferroviaria istituita nel 1900 e operata dalla CIWL in origine tra Amburgo, Amsterdam, Berlino e Nizza, riutilizzato a partire dal 2010 per un collegamento ferroviario tra Nizza e Mosca.

## Storia

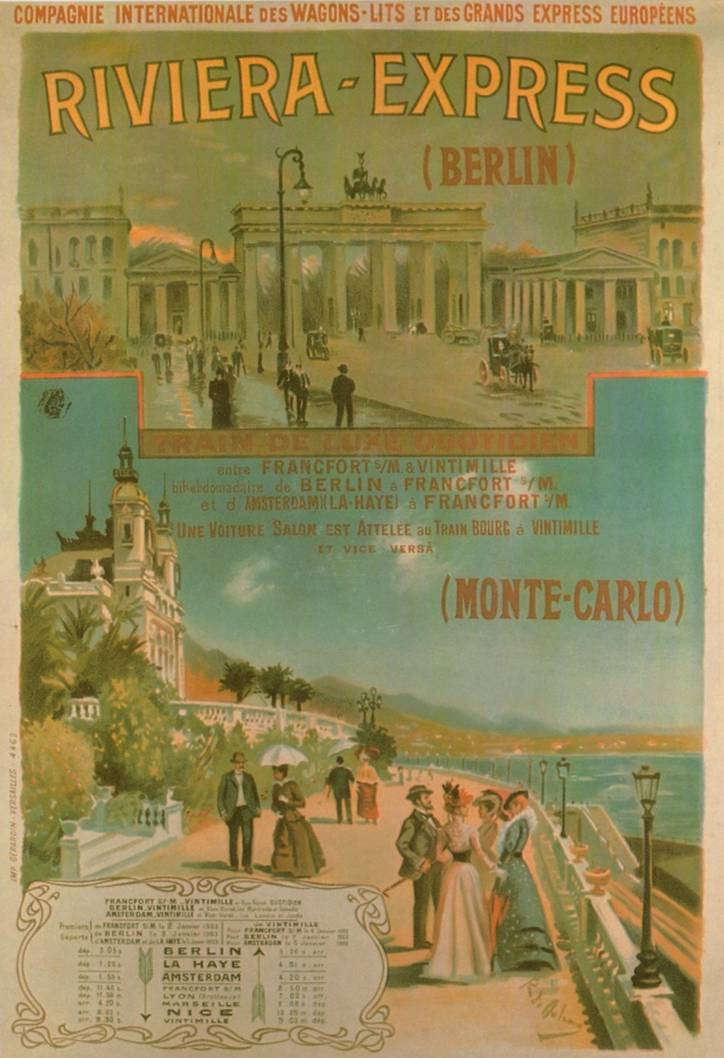
Manifesto pubblicitario del treno Riviera-Express (1903)

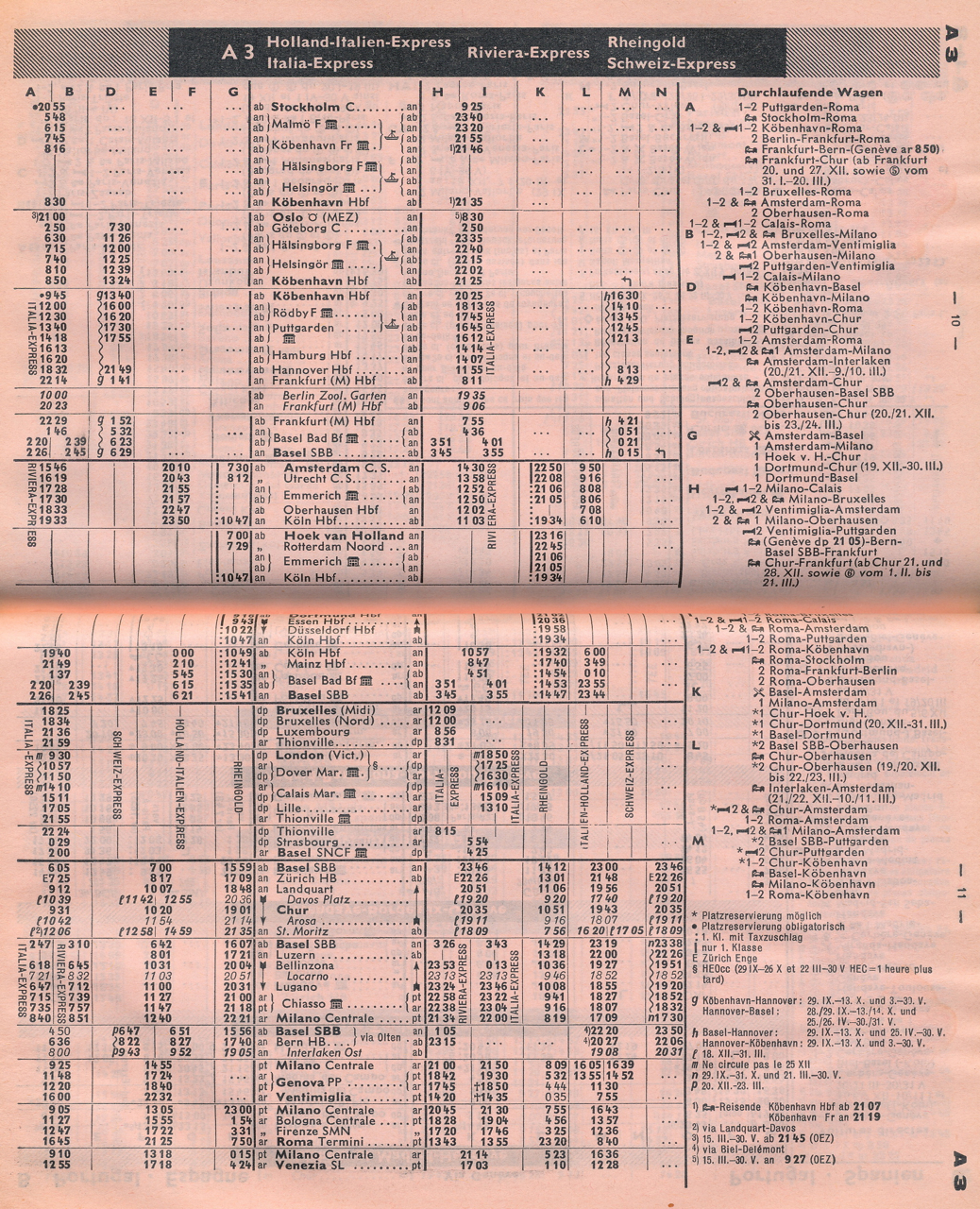
Orari del Riviera Express 1963-1964

Dall'introduzione di questa relazione, l'itinerario è stato più volte cambiato:
- 1934-1939 Amsterdam/Berlino-Ventimiglia con vetture dirette Colonia-Ventimiglia
- 1957 Colonia-Ventimiglia con materiale rotabile DB e FS
- anni settanta-ottanta Amsterdam/Francoforte-Ventimiglia via Sempione in estate e via San Gottardo in inverno, con materiale rotabile DB e FS. Il treno aveva alcune carrozze dirette a Dortmund che venivano staccate a Oberhausen e per Puttgarden, che venivano instradate da Karlsruhe con l'Italia Express.
- Dal 1990 solo il sabato.
- Nei primi anni '90 Francoforte-Pisa, poi sospeso.

Alla fine del XIX secolo la direzione ferroviaria di Berlino insieme alla CIWL, ha sostenuto attivamente l'espansione della rete di treni di lusso in partenza da Berlino, un secondo treno di lusso che avrebbe dovuto viaggiare da Berlino all'Italia, attraverso la ferrovia del Gottardo fino a Milano, oltre alla esistente relazione denominata Brenner Express che raggiungeva l'Italia attraverso la ferrovia del Brennero, che a causa dell'atteggiamento negativo della Rete Adriatica italiana arrivava solo a Verona, circa 50 km a sud di quella che allora era la stazione di frontiera austriaca di Ala. Tuttavia, la Gotthardbahn inizialmente rifiutò di occuparsi di questa relazione progettata dalla CIWL, che avrebbe fatto concorrenza al proprio Gotthard Express in servizio da Basilea a Milano. Nel frattempo la CIWL era riuscita a prolungare il Brenner Express fino a Milano, motivo per cui ha perso interesse per un treno della Riviera via Gottardo, riprendendo i negoziati con la Paris-Lyon-Méditerranée (PLM) che hanno mostrato grande interesse per un treno da Berlino alla Riviera.
Il treno di lusso, inizialmente noto come Riviera-Berlin-Express, svolse la sua prima corsa da Berlino a Ventimiglia via Erfurt, Francoforte sul Meno, Ludwigshafen, Strasburgo (all'epoca facente parte dell'Impero tedesco), Belfort, Lione e Marsiglia fino al 3 dicembre 1900. La pianificazione sembra essere stata effettuata con un preavviso relativamente breve, tanto che il treno non era incluso nel Reichskursbuch (orario ferroviario) di novembre-dicembre di quell'anno. Il contratto formale tra la CIWL e le amministrazioni ferroviarie coinvolte venne firmato fino l'8 novembre 1901 da Georges Nagelmackers, direttore generale della CIWL e firmato il 5 dicembre dello stesso anno dal presidente della direzione ferroviaria di Francoforte per l'istituzione della relazione ferroviaria denominata Riviera Express come direzione generale per conto di tutte le ferrovie coinvolte. Il treno doveva circolare solo durante l'inverno e l'inizio della primavera, l'alta stagione in Riviera all'epoca.
Dal 1º dicembre 1901, il treno, ora noto come Riviera Express, fece due corse da Berlino e Amsterdam via Francoforte e da lì insieme via Ludwigshafen, Strasburgo e Lione fino alla Riviera e Mentone. Sebbene il contratto prevedesse un servizio giornaliero e un percorso congiunto da Francoforte, i treni da Amsterdam e Berlino operavano inizialmente solo in due diversi giorni della settimana. Tre giorni alla settimana il treno partiva solo a Francoforte, con la percentuale di treni che partivano da Berlino in aumento nel corso degli anni. Dal 31 dicembre 1905 il treno partiva quotidianamente da Berlino e, come previsto nel 1901, veniva ora diretto da Francoforte a Ventimiglia insieme alla parte del treno di Amsterdam, che continuava a circolare solo due giorni alla settimana. Il nome Riviera-Express era stato precedentemente utilizzato brevemente dalla CIWL per un treno di carrozze salone tra Marsiglia e Mentone negli inverni 1897/98 e 1898/99.
Rispetto al Brenner-Express, che nel frattempo raggiungeva anche la Riviera, il Riviera-Express aveva un percorso più favorevole nonostante fosse notevolmente più lungo con 1.819 chilometri fino a Nizza. Il treno lasciava la Anhalter Bahnhof di Berlino nel pomeriggio e raggiungeva Cannes e Nizza tra le 19:00 e le 20:00 del giorno successivo, mentre il Brenner Express, sebbene partisse solo a tarda sera richiedeva due notti in treno. Un viaggio da Berlino a Cannes e ritorno con il Riviera Express nel 1904, compresi tutti i supplementi, costava 418,40 Goldmark, circa la metà del reddito medio annuo di un lavoratore tedesco intorno al 1900. 
Anche la composizione del treno era regolamentata nel contratto del 1901. Come tutti i treni di lusso CIWL prima del 1914, il Riviera Express era composto da vagoni letto, vagoni ristorante e vagoni bagagli ed era solo di 1ª classe. La sezione del treno da Amsterdam aveva anche una carrozza berlina in partenza da L'Aia, che però viaggiava solo nella tratta diurna per Francoforte. Un'altra berlina fu utilizzata dal 1902 sulla tratta PLM da Bourg-en-Bresse a Ventimiglia. Le carrozze portabagaglio non servivano solo per trasportare i bagagli dei passeggeri, ma la CIWL li utilizzava anche per il trasporto dei fiori freschi da consegnare in Germania.
Il 30 aprile 1911 il Riviera Express effettuò l'ultima volta con questo nome. Dall'inverno 1911/12 venne fuso tra Duisburg e Francoforte e Mulhouse (all'epoca facente parte dell'Impero tedesco), che fu introdotto tra Altona e Genova nel 1908 e operava tutto l'anno per le navi del Norddeutscher Lloyd, e ribattezzato il Lloyd-Riviera Express. 
Mentre il Lloyd Express in precedenza operava tutto l'anno, il Lloyd-Riviera Express operava solo nella stagione invernale. Anche la sezione da Amsterdam circolava quotidianamente in questo periodo, con la carrozza berlina da L'Aia che venne sostituita da un vagone letto da L'Aia a Genova, raggiunta anche da un vagone letto da Berlino. Veniva inoltre aggiunto al treno un vagone letto da Berlino a Coira e un vagone letto da Altona a Ventimiglia. La sezione da Altona del treno veniva congiunta a Duisburg. Con un totale di nove vagoni letto e due vagoni bagagli, il Lloyd Riviera Express è stato il treno di lusso più lungo e pesante della CIWL negli anni precedenti la prima guerra mondiale. Il treno ha percorso questa tratta per i successivi tre anni, sempre nella stagione invernale da gennaio ad aprile. Il 30 aprile 1914 il Lloyd-Riviera Express viaggiò per l'ultima volta prima dello scoppio della prima guerra mondiale. Sebbene CIWL e Norddeutscher Lloyd avessero concordato nel maggio 1914 di interrompere la sezione da Altona, la guerra impedì al treno di riprendere a circolare nell'inverno 1914/15.
Dopo la prima guerra mondiale, i clienti tedeschi inizialmente rimasero lontani dalla Riviera. Con la crescente ripresa economica alla fine degli anni venti, la domanda crebbe ancora, tanto che la Deutsche Reichsbahn chiese l'introduzione di un treno di lusso da Berlino verso la Riviera e verso l'Italia. La CIWL accolse positivamente la domanda e venne decisa l'istituzione della relazione ferroviaria, che però si è trascinata per più di un anno a causa del complicato coordinamento degli orari.
Nonostante la crisi economica globale che nel frattempo si era verificata, il nuovo Riviera-Napoli-Express effettuò il suo primo viaggio il 3 gennaio 1931 dall'Anhalter Bahnhof di Berlino a Cannes con una sezione per Napoli. La cerimonia di inaugurazione all'Anhalter Bahnhof vide la presenza di numerosi invitati, con il segnale di partenza dato dall'allora direttore generale della Reichsbahn Julius Dorpmüller.
A differenza del treno prebellico, il treno non passava più per Lione e le linee PLM, tranne il brevissimo tratto da Ventimiglia a Cannes, ma per Basilea e la ferrovia del Gottardo. Inizialmente il nuovo treno circolava tre volte alla settimana; il treno, aveva anche un vagone letto per Rapallo e un vagone letto ciascuno da Amsterdam a Ventimiglia e Napoli. Le sezioni da Berlino e da Amsterdam venivano riunite a Mannheim durante il viaggio di andata, ma separate a Darmstadt durante il viaggio di ritorno. A nord di Colonia, il treno viaggiava verso Amsterdam attraverso la riva sinistra del Basso Reno e la stazione di confine di Kranenburg, mentre nella direzione opposta viaggiava attraverso Emmerich e Duisburg. A Milano le sezioni del treno dirette a Napoli e verso la Riviera venivano separate o unite, con la sezione da e per la Riviera a sua volta unita con il Vienna-Sanremo-Nizza-Cannes-Express proveniente da Vienna. Da Berlino a Napoli, il treno percorreva una distanza di quasi 2.200 chilometri. Oltre ai vagoni letto e bagagli, tutte le sezioni del treno a nord di Basilea e a sud di Milano avevano ciascuna una carrozza ristorante. A differenza del periodo precedente la prima guerra mondiale, i vagoni letto non avevano solo la 1ª, ma anche la 2ª classe.
Inizialmente, il nuovo treno circolava solo da gennaio ad aprile 1931. La direzione di Karlsruhe, in qualità di amministratore delegato del treno, registrò presto un discreto numero di viaggiatori, quindi il servizio venne prolungato dal 1932 alla fine di maggio. Il vagone letto per Rapallo, poco richiesto, è stato abbandonato a favore di un altro vagone letto per Cannes. Un anno dopo, dopo la pausa estiva, il treno effettuava servizio solo da Berlino a Cannes senza le sezioni da Amsterdam e per Napoli; anche i giorni del servizio furono ridotti a una volta alla settimana e il nome fu cambiato in Riviera Express. Negli anni successivi il treno rimase prettamente stagionale, circolando solo durante la stagione invernale da gennaio a maggio, all'epoca molto più frequentata in riviera. Il Riviera Express svolse gli ultimi viaggi nel maggio 1939 e la prevista ripresa del servizio ferroviario nel gennaio 1940 venne sospesa a causa dello scoppio della seconda guerra mondiale.
Il Riviera Express era uno dei treni a lunga percorrenza più veloci che attraversavano la Germania negli anni trenta. Nel 1931, il tempo di percorrenza tra Berlino e Cannes era di 28 ore e 42 minuti, che corrispondevano a una velocità media di 70,3 km/h; Sulle tratte tedesche più pianeggianti, il treno raggiungeva velocità fino a 100 km/h, come tra Berlino e Lipsia o tra Mannheim e Basilea. 
Come per tutti i treni di lusso CIWL notturni, il treno era composto esclusivamente da vagoni letto, ristorante e bagagli. Nei primi anni, il Riviera-Naples-Express aveva fino a sei vagoni letto, ma dopo la sospensione delle tratte ferroviarie da Amsterdam e per Napoli di solito solo tre vagoni letto. Le nuove locomotive per treni rapidi DRG Gruppo 01 sono state utilizzate dalla Reichsbahn tra Berlino e Francoforte per l'intera esistenza della relazione ferroviaria; le locomotive DRG Gruppo 39 venivano utilizzate solo in caso di guasti. Le locomotive del gruppo DRG 17.0-1 trainavano la sezione del treno di Amsterdam e nel breve tratto tra Francoforte e Mannheim. A sud di Mannheim, veniva utilizzata fino al 1933 l'ex Baden IV h, ora nota come DRG Gruppo 18.3, e poi anche locomotive del gruppo 01. Le FFS hanno utilizzato la SBB Ae 4/7, mentre le FS a ovest di Genova utilizzavano le varie locomotive a corrente trifase.
Dopo la fine della seconda guerra mondiale il Riviera Express non venne reintrodotto come treno di lusso da Berlino alla Riviera ligure. In seguito al notevole incremento del turismo negli anni cinquanta verso l'Italia e verso il Mediterraneo, la CIWL e le Ferrovie dello Stato hanno reintrodotto nel 1957 il Riviera Express, anche se come un normale treno espresso da Colonia a Ventimiglia attraverso il Gottardo. La Costa Azzurra, originariamente destinazione principale del Riviera Express, non era più raggiunta. Nel 1958 la relazione ferroviaria fu estesa ad Amsterdam. Dal 1957 al 1960 vi era anche una sezione del treno da Amburgo con lo stesso nome, che veniva riunito e separato con la sezione principale del treno alla stazione di Karlsruhe.
Nel corso degli anni settanta-ottanta il Riviera Express è stato il partner stretto dell'Italia Express, in quanto nella stazione di Basilea SBB, nel periodo invernale, e nella stazione di Basilea Bad nel periodo estivo, riceveva dall'Italia Express le carrozze provenienti da Roma e dirette a Dortmund e Amsterdam e cedeva a sua volta a Karlsruhe all'Italia Express le carrozze da Ventimiglia e da Genova dirette a Puttgarden. Nel periodo invernale inoltre il treno aveva nella sua composizione carrozze da Milano dirette a Calais Maritime e Bruxelles che a Basilea venivano unite alle carrozze per Calais Maritime e Bruxelles provenienti da Roma con l'Italia Express. Le carrozze da Milano per Calais e Bruxelles venivano istradate fino a Basilea con il Riviera Express per evitare all'Italia Express un sovraccarico di un treno di 25 carrozze sulle rampe del San Gottardo e una lunghezza eccessiva che avrebbe posto dei problemi in certe stazioni. Questi due treni si seguivano tra loro con un piccolo intervallo di 15-20 minuti.
Nel periodo invernale il treno partito da Ventimiglia dopo avere attraversato la Riviera di Ponente raggiungeva la stazione di Genova Piazza Principe, dove invertiva il suo senso di marcia verso Milano. Da Milano Centrale raggiungeva Chiasso in territorio svizzero da dove attraverso la linea del Gottardo, la Aargauische Südbahn e la linea dell'Hauenstein raggiungeva Basilea, da dove proseguiva per Germania e Paesi Bassi.
Nel periodo estivo, dopo avere attraversato la Riviera di Ponente, da Genova raggiungeva Alessandria, Novara e Domodossola stazione dove avveniva il cambio tensione e locomotiva e attraverso il traforo del Sempione entrava in territorio svizzero raggiungendo la stazione di Briga e da qui raggiungeva Basilea attraverso la linea del Lötschberg, la Thunerseebahn, la Gürbetalbahn fino a Berna, attraverso linee gestite dalla BLS e da Berna attraverso la Berna-Olten e la linea dell'Hauenstein, linee gestite dalle Ferrovie Federali Svizzere, raggiungeva la stazione di Basel Bad, dove diversamente che nella stazione di Basel SBB non invertiva il senso di marcia. Nella stazione di Basel Bad riceveva dall'Italia Express, che nel periodo estivo si sdoppiava con una sezione proveniente da Roma e una da Milano, le carrozze da Milano e Roma per Amsterdam, da Roma per Oberhausen e da Milano per Dortmund, e cedeva all'Italia Express a Karlsruhe le carrozze per Puttgarten.
Dal 1989, il Riviera Express circolava solo come treno stagionale nell'orario estivo e a giorni limitati. Nell'orario estivo 1993 espletava servizio da Dortmund il venerdì dal 23 maggio al 24 settembre, mentre in direzione opposta, il treno partiva da Ventimiglia il sabato. Con l'orario estivo del 1994, il nome Riviera Express e la relazione ferroviaria furono abbandonati. Nel 1998 il nome Riviera Express è stato ripreso per una relazione ferroviaria Colonia - Pisa, che nel 1999 è stata prolungata fino a Livorno. Nel 2000 il Riviera Express è stato classificato come espresso festivo per essere poi definitivamente cancellato nel dicembre 2002.
Il nome Riviera Express è stato adottato, a partire dal 23 settembre 2010, dalla relazione ferroviaria tra Nizza e Mosca.
Il treno Nizza-Mosca, classificato in Italia come treno espresso a lunga percorrenza (con i numeri 405/406/407/408 in direzione Mosca e 409/410/411/412 in direzione Nizza), era trainato nel tratto italiano da una locomotiva E.402B. Negli altri paesi dell'Unione europea è classificato come Euronight 408/18B verso Mosca e 17B/409 verso Nizza. Si trattava del collegamento ferroviario più lungo d'Europa; il 25 gennaio 2015 si è svolta a Nizza una cerimonia ufficiale per celebrare i 150 anni del collegamento ferroviario tra la Costa Azzurra e la Russia, a cui hanno partecipato il sindaco della città Christian Estrosi, i presidenti di SNCF e RZD e l'ambasciatore russo in Francia Alexandre Orlov. 
Dal mese di febbraio 2020 il servizio del Riviera Express è sospeso a tempo indeterminato a causa della pandemia di COVID-19 e successivamente a causa dell'invasione russa dell'Ucraina del 2022.

## Caratteristiche
| Unknown route-map component "ENDEa" |

| Station on track |

| Restricted border on track |

| Station on track |

| Restricted border on track |

| Station on track |

| Restricted border on track |

| Station on track |

| Station on track |

| Station on track |

| Station on track |

| Station on track |

| Station on track |

| Station on track |

| Station on track |

| Restricted border on track |

| Station on track |

| Station on track |

| Station on track |

| Restricted border on track |

| Station on track |

| Station on track |

| Restricted border on track |

| Station on track |

| Station on track |

| Station on track |

| Station on track |

| Station on track |

| Restricted border on track |

| Station on track |

| Station on track |

| Station on track |

| Restricted border on track |

| Station on track |

| Station on track |

| Station on track |

| Unknown route-map component "ENDEe" |

Il treno era composto da 10 vagoni letto delle ferrovie russe e due vagoni ristorante; venivano impiegate le vetture ristorante delle ferrovie polacche tra Nizza e il confine con la Bielorussia, dove venivano sostituite con quelle delle ferrovie russe. Il locomotore veniva cambiato in ogni Paese nelle stazioni di confine. A Brėst, al confine tra Polonia e Bielorussia, i vagoni venivano sollevati e venivano cambiati i carrelli (con un'operazione interamente manuale) a causa del passaggio tra lo scartamento standard europeo di 1435 mm e quello russo di 1520 mm. Il treno aveva una capienza di 156 passeggeri, le carrozze per i passeggeri erano 3 di lusso, 6 di prima classe con scompartimenti ognuno per due passeggeri con una doccia per scompartimento e 1 di seconda classe con scompartimenti per quattro passeggeri e una doccia in comune per tutti.
La classificazione del treno sull'orario ferroviario variava a seconda dal paese che attraversa. Nei paesi dell'Europa veniva classificato EuroNight (EN), ad eccezione dell'Italia, in cui era classificato espresso a lunga percorrenza (EXP). In Russia e in Bielorussia aveva la numerazione (017Б/018Б).
Dal 2015 i vagoni letto impiegati sono stati, prevalentemente, del tipo RZD WLABmz costruiti dalla Siemens.

## Frequenza
Il treno attraversava nove stati, partendo da Mosca ogni giovedì sera e arrivando a Nizza il sabato sera, ripartendo da Nizza la domenica mattina e arrivando a Mosca il martedì mattina. In Italia effettuava fermate per servizio viaggiatori nelle stazioni di Ventimiglia, Bordighera, Sanremo, Genova Piazza Principe, Milano Rogoredo, Verona Porta Nuova e Bolzano. Il treno transitava in Italia il sabato mattina (all'andata Mosca - Nizza) e la domenica pomeriggio (al ritorno Nizza - Mosca). La lunghezza totale del percorso era di 3.318 km, con un tempo di percorrenza di 50 ore e 15 minuti nel viaggio verso la Russia e di 47 ore e 13 minuti in quello verso la Francia.

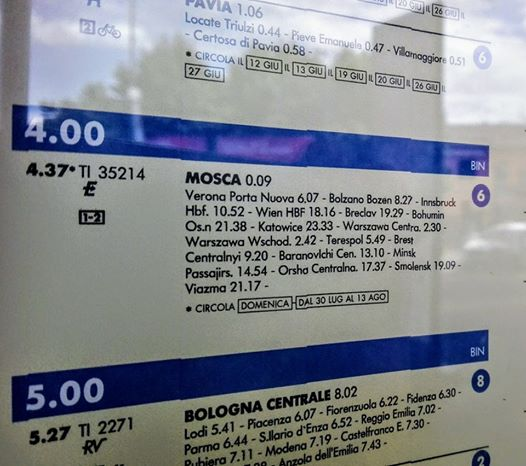
Orario del Riviera Express alla stazione di Milano Rogoredo.
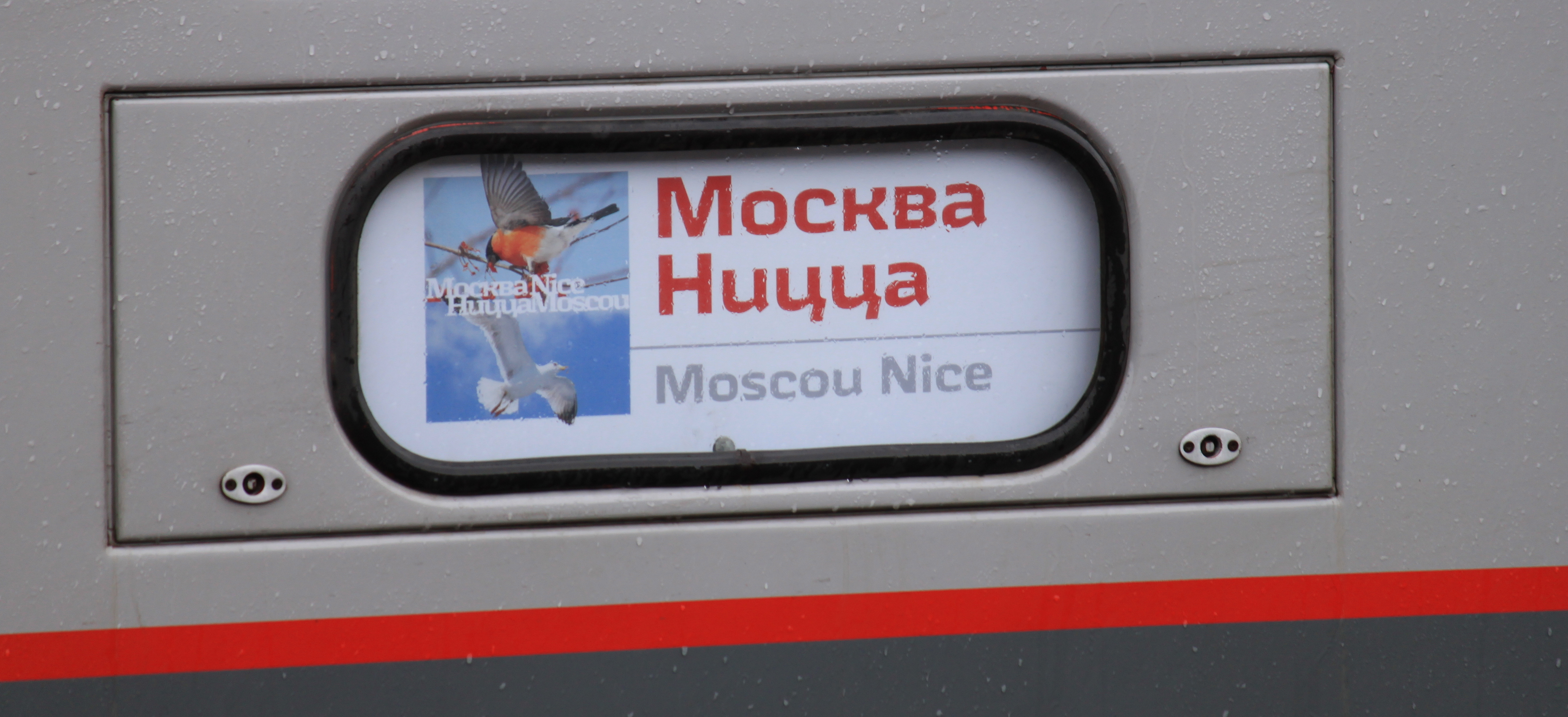
Indicazione del treno su un vagone letto del Riviera Express alla stazione di Katowice.